# Vuelta a España 2007
La 62.ª edición de la Vuelta a España, puntuable para el UCI ProTour, se disputó del 1 al 23 de septiembre de 2007 entre Vigo y Madrid, con un recorrido 3241 km dividido en 21 etapas. Se proclamó vencedor Denis Menchov.
En esta edición la ronda hispana tenía once etapas llanas, ocho de media y alta montaña, dos contrarrelojes individuales que suman 74 km en la lucha contra el crono, cuatro llegadas en alto, 3 puertos de categoría especial, seis de 1.ª categoría, quince de 2.ª categoría y dieciocho de 3.ª categoría, nueve etapas con salida inédita (Allariz, Vivero, Langreo, Calahorra, D.O. Cariñena, Oropesa del Mar, Algemesí, Hellín y Villacarrillo), cuatro etapas con final inédito (Hellín, Algemesí, Torre-Pacheco y Villacarrillo).

## Equipos participantes
| ProTeams (18)- AG2R Prévoyance - Bouygues Telecom - Caisse d'Épargne - Cofidis-Le Crédit par Téléphone - Crédit agricole - Discovery Channel - Euskaltel-Euskadi - La Française des jeux - Gerolsteiner - Lampre-Fondital - Liquigas - Predictor-Lotto - Quick Step-Innergetic - Rabobank - Saunier Duval-Prodir - CSC - Team Milram - T-Mobile Equipos continentales profesionales (3)- Andalucía-Cajasur - Karpin-Galicia - Relax-GAM Fuenlabrada |
| |

## Etapas
| Etapa      | Fecha     | Recorrido                           | type                    | Distancia (km) | Ganador              | Líder             |
| ---------- | --------- | ----------------------------------- | ----------------------- | -------------- | -------------------- | ----------------- |
| 1.ª etapa  | 1 de sep  | Vigo – Vigo                         | etapa llana             | 146,4          | Daniele Bennati      | Daniele Bennati   |
| 2.ª etapa  | 2 de sep  | Allariz – Santiago de Compostela    | etapa llana             | 148,7          | Óscar Freire         | Óscar Freire      |
| 3.ª etapa  | 3 de sep  | Vivero – Valdés                     | etapa llana             | 153            | Paolo Bettini        | Óscar Freire      |
| 4.ª etapa  | 4 de sep  | Langreo – Lagos de Covadonga        | etapa de montaña        | 185,1          | Vladímir Yefimkin    | Vladímir Yefimkin |
| 5.ª etapa  | 5 de sep  | Cangas de Onís – Reinosa            | etapa de media montaña  | 157,4          | Óscar Freire         | Vladímir Yefimkin |
| 6.ª etapa  | 6 de sep  | Reinosa – Logroño                   | etapa llana             | 184,3          | Óscar Freire         | Vladímir Yefimkin |
| 7.ª etapa  | 7 de sep  | Calahorra – Zaragoza                | etapa llana             | 176,3          | Erik Zabel           | Vladímir Yefimkin |
| 8.ª etapa  | 8 de sep  | Cariñena – Zaragoza                 | contrarreloj individual | 52,2           | Bert Grabsch         | Stijn Devolder    |
| 9.ª etapa  | 9 de sep  | Huesca – Aramón Cerler              | etapa de montaña        | 167,6          | Leonardo Piepoli     | Denís Menshov     |
| 10.ª etapa | 10 de sep | Benasque – Ordino-Arcalís           | etapa de montaña        | 214            | Denís Menshov        | Denís Menshov     |
|            | 11 de sep | Día de descanso                     | Día de descanso         |                |                      |                   |
| 11.ª etapa | 12 de sep | Castellón – Algemesí                | etapa llana             | 191,3          | Alessandro Petacchi  | Denís Menshov     |
| 12.ª etapa | 13 de sep | Algemesí – Cehegín                  | etapa llana             | 176            | Alessandro Petacchi  | Denís Menshov     |
| 13.ª etapa | 14 de sep | Cehegín – Torre-Pacheco             | etapa llana             | 176,4          | Andreas Klier        | Denís Menshov     |
| 14.ª etapa | 15 de sep | Puerto Lumbreras – Villacarrillo    | etapa llana             | 207            | Jason McCartney      | Denís Menshov     |
| 15.ª etapa | 16 de sep | Villacarrillo – Granada             | etapa de media montaña  | 201,4          | Samuel Sánchez       | Denís Menshov     |
|            | 17 de sep | Día de descanso                     | Día de descanso         |                |                      |                   |
| 16.ª etapa | 18 de sep | Jaén – Puertollano                  | etapa llana             | 161,5          | Leonardo Duque       | Denís Menshov     |
| 17.ª etapa | 19 de sep | Ciudad Real – Talavera de la Reina  | etapa llana             | 175            | Daniele Bennati      | Denís Menshov     |
| 18.ª etapa | 20 de sep | Talavera de la Reina – Ávila        | etapa de media montaña  | 153,5          | Luis Pérez Rodríguez | Denís Menshov     |
| 19.ª etapa | 21 de sep | Ávila – Puerto de Malagón           | etapa de montaña        | 133            | Samuel Sánchez       | Denís Menshov     |
| 20.ª etapa | 22 de sep | Collado Villalba – Collado Villalba | contrarreloj individual | 20             | Samuel Sánchez       | Denís Menshov     |
| 21.ª etapa | 23 de sep | Rivas-Vaciamadrid – Madrid          | etapa llana             | 104,2          | Daniele Bennati      | Denís Menshov     |

## Clasificaciones finales

### Clasificación general
| \| Clasificación general \| Clasificación general \| Clasificación general \| Clasificación general \| Clasificación general \| \| Ciclista \| Ciclista \| Equipo \| Tiempo \| \| \| --------------------- \| --------------------- \| ------------------------------- \| --------------------- \| --------------------- \| \| 1.º \| Denís Menshov \| Rabobank \| 80 h 59 min 07 s \| \| \| 2.º \| Carlos Sastre \| CSC \| + 3 min 31 s \| \| \| 3.º \| Samuel Sánchez \| Euskaltel-Euskadi \| + 3 min 46 s \| \| \| 4.º \| Cadel Evans \| Predictor-Lotto \| + 3 min 56 s \| \| \| 5.º \| Ezequiel Mosquera \| Karpin Galicia \| + 6 min 34 s \| \| \| 6.º \| Vladímir Yefimkin \| Caisse d'Épargne \| + 7 min 07 s \| \| \| 7.º \| Vladímir Karpets \| Caisse d'Épargne \| + 8 min 09 s \| \| \| 8.º \| Igor Antón \| Euskaltel-Euskadi \| + 8 min 44 s \| \| \| 9.º \| Manolo Beltrán \| Liquigas \| + 9 min 38 s \| \| \| 10.º \| Carlos Barredo \| Quick Step-Innergetic \| + 10 min 12 s \| \| \| 11.º \| Maxime Monfort \| Cofidis-Le Crédit par Téléphone \| + 10 min 37 s \| \| \| 12.º \| Dani Moreno \| Relax-GAM Fuenlabrada \| + 13 min 07 s \| \| \| 13.º \| Stéphane Goubert \| AG2R Prévoyance \| + 14 min 13 s \| \| \| 14.º \| David López García \| Caisse d'Épargne \| + 17 min 36 s \| \| \| 15.º \| Oliver Zaugg \| Gerolsteiner \| + 19 min 00 s \| \| \| 16.º \| Sylvain Chavanel \| Cofidis-Le Crédit par Téléphone \| + 22 min 19 s \| \| \| 17.º \| Hubert Dupont \| AG2R Prévoyance \| + 29 min 33 s \| \| \| 18.º \| Luis Pérez Rodríguez \| Andalucía-CajaSur \| + 31 min 41 s \| \| \| 19.º \| Chris Anker Sørensen \| CSC \| + 32 min 24 s \| \| \| 20.º \| Ludovic Turpin \| AG2R Prévoyance \| + 32 min 39 s \| \| \| 21.º \| Roman Kreuziger \| Liquigas \| + 33 min 21 s \| \| \| 22.º \| Leonardo Bertagnolli \| Liquigas \| + 37 min 16 s \| \| \| 23.º \| David García Dapena \| Karpin Galicia \| + 37 min 55 s \| \| \| 24.º \| Rene Mandri \| AG2R Prévoyance \| + 44 min 11 s \| \| \| 25.º \| Sylwester Szmyd \| Lampre-Fondital \| + 44 min 25 s \| \| |                      |                                 |                  |
| |                      |                                 |                  |
| Fuente: ProCyclingStats |                      |                                 |                  |
| Clasificación general |                      |                                 |                  |
| Ciclista | Ciclista             | Equipo                          | Tiempo           |
| 1.º | Denís Menshov        | Rabobank                        | 80 h 59 min 07 s |
| 2.º | Carlos Sastre        | CSC                             | + 3 min 31 s     |
| 3.º | Samuel Sánchez       | Euskaltel-Euskadi               | + 3 min 46 s     |
| 4.º | Cadel Evans          | Predictor-Lotto                 | + 3 min 56 s     |
| 5.º | Ezequiel Mosquera    | Karpin Galicia                  | + 6 min 34 s     |
| 6.º | Vladímir Yefimkin    | Caisse d'Épargne                | + 7 min 07 s     |
| 7.º | Vladímir Karpets     | Caisse d'Épargne                | + 8 min 09 s     |
| 8.º | Igor Antón           | Euskaltel-Euskadi               | + 8 min 44 s     |
| 9.º | Manolo Beltrán       | Liquigas                        | + 9 min 38 s     |
| 10.º | Carlos Barredo       | Quick Step-Innergetic           | + 10 min 12 s    |
| 11.º | Maxime Monfort       | Cofidis-Le Crédit par Téléphone | + 10 min 37 s    |
| 12.º | Dani Moreno          | Relax-GAM Fuenlabrada           | + 13 min 07 s    |
| 13.º | Stéphane Goubert     | AG2R Prévoyance                 | + 14 min 13 s    |
| 14.º | David López García   | Caisse d'Épargne                | + 17 min 36 s    |
| 15.º | Oliver Zaugg         | Gerolsteiner                    | + 19 min 00 s    |
| 16.º | Sylvain Chavanel     | Cofidis-Le Crédit par Téléphone | + 22 min 19 s    |
| 17.º | Hubert Dupont        | AG2R Prévoyance                 | + 29 min 33 s    |
| 18.º | Luis Pérez Rodríguez | Andalucía-CajaSur               | + 31 min 41 s    |
| 19.º | Chris Anker Sørensen | CSC                             | + 32 min 24 s    |
| 20.º | Ludovic Turpin       | AG2R Prévoyance                 | + 32 min 39 s    |
| 21.º | Roman Kreuziger      | Liquigas                        | + 33 min 21 s    |
| 22.º | Leonardo Bertagnolli | Liquigas                        | + 37 min 16 s    |
| 23.º | David García Dapena  | Karpin Galicia                  | + 37 min 55 s    |
| 24.º | Rene Mandri          | AG2R Prévoyance                 | + 44 min 11 s    |
| 25.º | Sylwester Szmyd      | Lampre-Fondital                 | + 44 min 25 s    |

### Clasificación por puntos
| Clasificación por puntos | Clasificación por puntos  | Clasificación por puntos        | Clasificación por puntos | Clasificación por puntos |
| Ciclista                 | Ciclista                  | Equipo                          | Puntos                   |                          |
| ------------------------ | ------------------------- | ------------------------------- | ------------------------ | ------------------------ |
| 1.º                      | Daniele Bennati           | Lampre-Fondital                 | 147 pts                  |                          |
| 2.º                      | Denís Menshov             | Rabobank                        | 135 pts                  |                          |
| 3.º                      | Samuel Sánchez            | Euskaltel-Euskadi               | 127 pts                  |                          |
| 4.º                      | Alessandro Petacchi       | Team Milram                     | 126 pts                  |                          |
| 5.º                      | Cadel Evans               | Predictor-Lotto                 | 91 pts                   |                          |
| 6.º                      | Erik Zabel                | Team Milram                     | 89 pts                   |                          |
| 7.º                      | Koldo Fernández de Larrea | Euskaltel-Euskadi               | 80 pts                   |                          |
| 8.º                      | Leonardo Duque            | Cofidis-Le Crédit par Téléphone | 79 pts                   |                          |
| 9.º                      | Dani Moreno               | Relax-GAM Fuenlabrada           | 67 pts                   |                          |
| 10.º                     | Carlos Sastre             | CSC                             | 65 pts                   |                          |

### Clasificación de la montaña
| Clasificación de la montaña | Clasificación de la montaña | Clasificación de la montaña | Clasificación de la montaña | Clasificación de la montaña |
| Ciclista                    | Ciclista                    | Equipo                      | Puntos                      |                             |
| --------------------------- | --------------------------- | --------------------------- | --------------------------- | --------------------------- |
| 1.º                         | Denís Menshov               | Rabobank                    | 90 pts                      |                             |
| 2.º                         | Jurgen Van Goolen           | Discovery Channel           | 78 pts                      |                             |
| 3.º                         | Carlos Sastre               | CSC                         | 69 pts                      |                             |
| 4.º                         | Franco Pellizotti           | Liquigas                    | 63 pts                      |                             |
| 5.º                         | Samuel Sánchez              | Euskaltel-Euskadi           | 54 pts                      |                             |
| 6.º                         | Vladímir Yefimkin           | Caisse d'Épargne            | 45 pts                      |                             |
| 7.º                         | Cadel Evans                 | Predictor-Lotto             | 40 pts                      |                             |
| 8.º                         | Juanma Gárate               | Quick Step-Innergetic       | 38 pts                      |                             |
| 9.º                         | José Ángel Gómez Marchante  | Saunier Duval-Prodir        | 38 pts                      |                             |
| 10.º                        | Manolo Beltrán              | Liquigas                    | 37 pts                      |                             |

### Clasificación combinada
En la clasificación combinada se suman los puestos de los corredores en la clasificación general, la clasificación a puntos y la de la montaña. El corredor que menos puestos tenga en la suma de las tres camisas es el primero de la clasificación.
| Clasificación de la combinada | Clasificación de la combinada | Clasificación de la combinada   | Clasificación de la combinada | Clasificación de la combinada |
| Ciclista                      | Ciclista                      | Equipo                          | Puntos                        |                               |
| ----------------------------- | ----------------------------- | ------------------------------- | ----------------------------- | ----------------------------- |
| 1.º                           | Denís Menshov                 | Rabobank                        | 4 pts                         |                               |
| 2.º                           | Samuel Sánchez                | Euskaltel-Euskadi               | 11 pts                        |                               |
| 3.º                           | Carlos Sastre                 | CSC                             | 15 pts                        |                               |
| 4.º                           | Cadel Evans                   | Predictor-Lotto                 | 16 pts                        |                               |
| 5.º                           | Vladímir Yefimkin             | Caisse d'Épargne                | 25 pts                        |                               |
| 6.º                           | Ezequiel Mosquera             | Karpin Galicia                  | 32 pts                        |                               |
| 7.º                           | Manolo Beltrán                | Liquigas                        | 35 pts                        |                               |
| 8.º                           | Dani Moreno                   | Relax-GAM Fuenlabrada           | 35 pts                        |                               |
| 9.º                           | Igor Antón                    | Euskaltel-Euskadi               | 42 pts                        |                               |
| 10.º                          | Maxime Monfort                | Cofidis-Le Crédit par Téléphone | 55 pts                        |                               |

### Clasificación por equipos
| Clasificación por equipos | Clasificación por equipos       | Clasificación por equipos | Clasificación por equipos |
| Equipo                    | Equipo                          | Tiempo                    |                           |
| ------------------------- | ------------------------------- | ------------------------- | ------------------------- |
| 1.º                       | Caisse d'Épargne                | 242 h 55 min 05 s         |                           |
| 2.º                       | Euskaltel-Euskadi               | + 12 min 43 s             |                           |
| 3.º                       | AG2R Prévoyance                 | + 30 min 25 s             |                           |
| 4.º                       | CSC                             | + 34 min 53 s             |                           |
| 5.º                       | Liquigas                        | + 36 min 02 s             |                           |
| 6.º                       | Cofidis-Le Crédit par Téléphone | + 56 min 33 s             |                           |
| 7.º                       | Karpin Galicia                  | + 1 h 01 min 19 s         |                           |
| 8.º                       | Predictor-Lotto                 | + 1 h 03 min 54 s         |                           |
| 9.º                       | Saunier Duval-Prodir            | + 1 h 23 min 25 s         |                           |
| 10.º                      | Quick Step-Innergetic           | + 1 h 24 min 39 s         |                           |

## Evolución de las clasificaciones
| Etapa                   |                         | Ganador _            | Clasificación general | Puntos          | Montaña           | Combinada            | Equipo           |
| ----------------------- | ----------------------- | -------------------- | --------------------- | --------------- | ----------------- | -------------------- | ---------------- |
| 1.ª etapa               | etapa llana             | Daniele Bennati      | Daniele Bennati       | Daniele Bennati | Serafín Martínez  | Geoffroy Lequatre    | Bouygues Telecom |
| 2.ª etapa               | etapa llana             | Óscar Freire         | Óscar Freire          | Óscar Freire    | Serafín Martínez  | Manuel Vázquez Hueso | Bouygues Telecom |
| 3.ª etapa               | etapa llana             | Paolo Bettini        | Óscar Freire          | Óscar Freire    | Serafín Martínez  | David de la Fuente   | Caisse d'Épargne |
| 4.ª etapa               | etapa de montaña        | Vladímir Yefimkin    | Vladímir Yefimkin     | Óscar Freire    | Serafín Martínez  | Vladímir Yefimkin    | Caisse d'Épargne |
| 5.ª etapa               | etapa de media montaña  | Óscar Freire         | Vladímir Yefimkin     | Óscar Freire    | Serafín Martínez  | Vladímir Yefimkin    | Caisse d'Épargne |
| 6.ª etapa               | etapa llana             | Óscar Freire         | Vladímir Yefimkin     | Óscar Freire    | Serafín Martínez  | Vladímir Yefimkin    | Caisse d'Épargne |
| 7.ª etapa               | etapa llana             | Erik Zabel           | Vladímir Yefimkin     | Óscar Freire    | Serafín Martínez  | Vladímir Yefimkin    | Caisse d'Épargne |
| 8.ª etapa               | contrarreloj individual | Bert Grabsch         | Stijn Devolder        | Óscar Freire    | Serafín Martínez  | Stijn Devolder       | Caisse d'Épargne |
| 9.ª etapa               | etapa de montaña        | Leonardo Piepoli     | Denís Menshov         | Óscar Freire    | Serafín Martínez  | Denís Menshov        | Caisse d'Épargne |
| 10.ª etapa              | etapa de montaña        | Denís Menshov        | Denís Menshov         | Paolo Bettini   | Denís Menshov     | Denís Menshov        | Caisse d'Épargne |
| 11.ª etapa              | etapa llana             | Alessandro Petacchi  | Denís Menshov         | Paolo Bettini   | Denís Menshov     | Denís Menshov        | Caisse d'Épargne |
| 12.ª etapa              | etapa llana             | Alessandro Petacchi  | Denís Menshov         | Paolo Bettini   | Denís Menshov     | Denís Menshov        | Caisse d'Épargne |
| 13.ª etapa              | etapa llana             | Andreas Klier        | Denís Menshov         | Paolo Bettini   | Denís Menshov     | Denís Menshov        | Caisse d'Épargne |
| 14.ª etapa              | etapa llana             | Jason McCartney      | Denís Menshov         | Paolo Bettini   | Denís Menshov     | Denís Menshov        | Caisse d'Épargne |
| 15.ª etapa              | etapa de media montaña  | Samuel Sánchez       | Denís Menshov         | Paolo Bettini   | Jurgen Van Goolen | Denís Menshov        | Caisse d'Épargne |
| 16.ª etapa              | etapa llana             | Leonardo Duque       | Denís Menshov         | Paolo Bettini   | Jurgen Van Goolen | Denís Menshov        | Caisse d'Épargne |
| 17.ª etapa              | etapa llana             | Daniele Bennati      | Denís Menshov         | Paolo Bettini   | Jurgen Van Goolen | Denís Menshov        | Caisse d'Épargne |
| 18.ª etapa              | etapa de media montaña  | Luis Pérez Rodríguez | Denís Menshov         | Daniele Bennati | Denís Menshov     | Denís Menshov        | Caisse d'Épargne |
| 19.ª etapa              | etapa de montaña        | Samuel Sánchez       | Denís Menshov         | Daniele Bennati | Denís Menshov     | Denís Menshov        | Caisse d'Épargne |
| 20.ª etapa              | contrarreloj individual | Samuel Sánchez       | Denís Menshov         | Denís Menshov   | Denís Menshov     | Denís Menshov        | Caisse d'Épargne |
| 21.ª etapa              | etapa llana             | Daniele Bennati      | Denís Menshov         | Daniele Bennati | Denís Menshov     | Denís Menshov        | Caisse d'Épargne |
| Clasificaciones finales | Clasificaciones finales |                      | Denís Menshov         | Daniele Bennati | Denís Menshov     | Denís Menshov        | Caisse d'Épargne |

## Etapas clave
La ronda comenzó en Vigo y se disputó una etapa en línea que hacía 9 años que no se realizaba. La 4.ª etapa se ascendió al mítico puerto asturiano de Lagos de Covadonga. La siguiente etapa llegó a Reinosa y constó de 4 puertos, uno de ellos muy cerca de la línea de meta: la Palombera, que fue de 1.ª categoría y a solo 18 km de meta. La primera crono se disputó en Zaragoza sobre 49 km después de venir de tierras riojanas. Los escaladores se encontron con dos etapas de alta montaña seguidas. En la 1.ª se ascendieron cuatro puertos: Monrepós, Serrablo, Foradada y la ascensión final a Cerler. Al día siguiente fue la etapa más larga y tuvieron que subir Fayas, Perves, Cantó y la ascensión final a Ordino-Arcalís.
La 2.ª parte de la Vuelta fue más llevadera por tierras levantinas y murcianas hasta llegar a Andalucía. La 14.ª etapa se disputó en la Sierra de Cazorla donde se ascenderán 3 puertos. La 15.ª etapa se llegó a Granada donde la ascensión del Monachil dio mucho que hablar como en las dos veces anteriroes que se subió ese puerto. La 16.ª jornada tuvo tres puertos y se llegó a Castilla-La Mancha. La 18.ª jornada se llegó a Ávila ascendiendo Mijares y Navalmoral. Al día siguiente se llegó al Alto de Abantos como la última etapa con final en alto. Esta etapa constó de 6 puertos y al Alto de Abantos se subirá dos veces. El penúltimo día habrá un CRI de 25 km por Collado Villalba y la ronda hispana terminó al día siguiente en el Paseo de la Castellana en Madrid.

## Lista de puertos puntuables
| Etapa      | Puertos |
| 1.ª etapa  | Alto de Vilarchán (340 m, 3.ª) \| Alto de San Cosme (380 m, 3.ª) |
| 2.ª etapa  | Alto del Páramo (800 m, 3.ª) |
| 3.ª etapa  | Alto de Nogueira (400 m,3.ª) \| Puerto Cruz de Campa (300 m,3.ª) |
| 4.ª etapa  | Alto de la Faya de los Lobos (740 m,3.ª) \| Puerto de la Llama (425 m,3.ª) \| Lagos de Covadonga (1.100 m, Especial) |
| 5.ª etapa  | Colláu Joz (660 m,2.ª) \| Colláu Jozalba (560 m, 2.ª) \| Collá de Carmona (620 m, 2.ª) \| Puerto de Palombera (1.230 m, 1.ª!) |
| 6.ª etapa  | Alto de Cerceda (730 m, 3.ª) |
| 9.ª etapa  | Puerto de Monrepós (1.380 m, 2.ª) \| Puerto del Serrablo (1.290 m, 2.ª) \| Collado de la Foradada (1.020 m, 2.ª) \| Estación de Esquí Cerler (1.920 m, Especial)                                                                  |
| 10.ª etapa | Coll de Fayas (1.470 m, 2.ª) \| Puerto de Perves (1350 m, 2.ª) \| Puerto del Cantó (1600 m, 1.ª) \| Estación de Esquí Ordino-Arcalís (2.220 m, Especial)                                                                          |
| 11.ª etapa | Alto de Marianet (400 m, 3.ª) \| Puerto Chirivilla (711 m, 2.ª) |
| 13.ª etapa | Alto de Pliego (460 m, 3.ª) |
| 14.ª etapa | Puerto de María (1.200 m, 3.ª) \| Puerto del Pinar (1.60 m, 2.ª) \| Alto del Tronco (1.100 m, 2.ª) |
| 15.ª etapa | Alto de Guadahortuna (1.120 m, 3.ª) \| Puerto Los Blancares (1.290 m, 3.ª) \| Alto de Monachil (1.510 m, 1.ª) |
| 16.ª etapa | Alto del parque natural de Andújar (750 m, 2.ª) \| Alto de La Sierra Madrona (960 m, 3.ª) \| Puerto de los Rehoyos (980 m, 2.ª)                                                                                                   |
| 17.ª etapa | Puerto del Milagro (930 m, 3.ª) |
| 18.ª etapa | Puerto de Mijares (1.570 m, 1.ª) \| Puerto de Navalmoral (1.514 m, 2.ª) |
| 19.ª etapa | Puerto de Valdavia (1.450 m, 3.ª) \| Alto de Santa María de la Alameda (1.440 m, 2.ª) \| Alto de Robledondo (1.400 m, 3.ª) \| Alto de Abantos (1650 m, 1.ª) \| Alto de Robledondo (1.400 m, 3.ª) \| Alto de Abantos (1650 m, 1.ª) |

## Galería de imágenes
- Wikimedia Commons alberga una categoría multimedia sobre Vuelta a España 2007.

2.ª etapa2.ª etapa
1 de septiembre de 20071 de septiembre de 2007
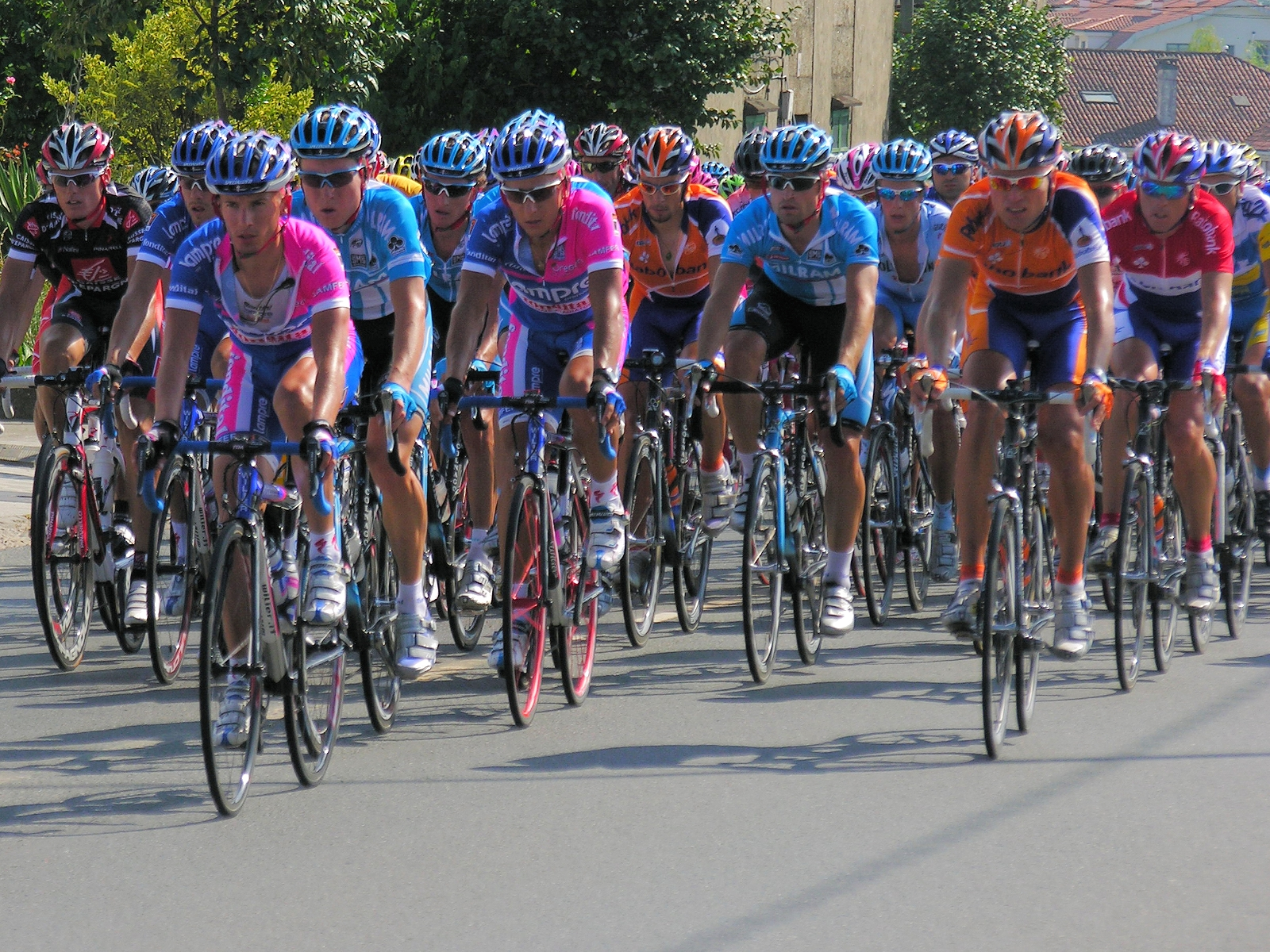
Pelotón a su paso por Cacheiras, Galicia
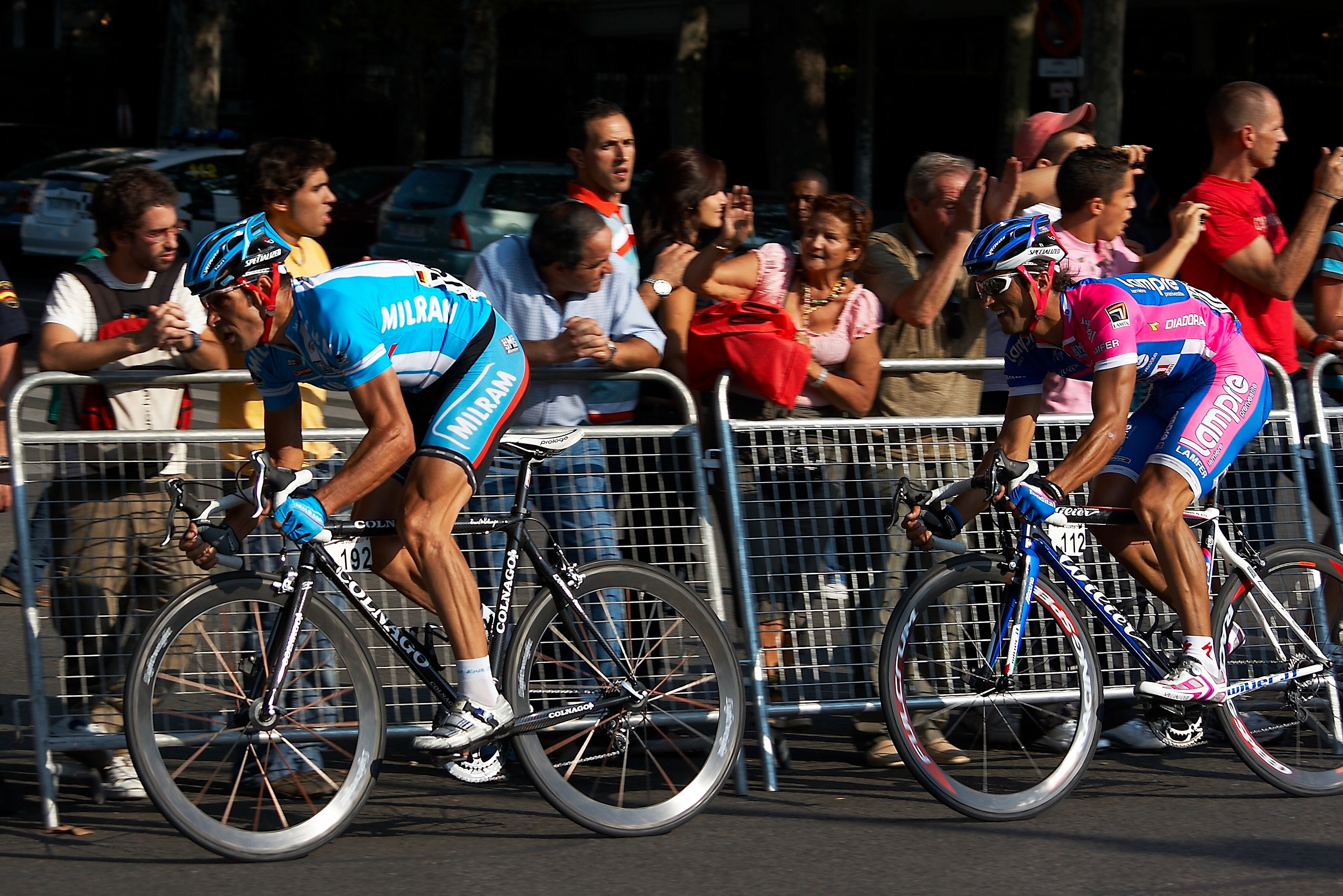
Daniele Bennati persigue a Erik Zabel 250 metros antes de alcanzar la meta de Madrid, donde se alzaría con la victoria

## Banda sonora
- TVE cubrió esta prueba escogiendo como banda sonora la canción "Como la vida", de Hanna: Sintonía 2007 — Hanna, «Como la vida»